# Heute in Jerusalem
"Heute in Jerusalem" (Hoje em Jerusalém) foi a canção que representou a Áustria no Festival Eurovisão da Canção 1979 interpretada em alemão por Christina Simon. A referida canção tinha letra de André Heller, música de Peter Wolf e foi orquestrada por Richard Oesterreicher.
A canção foi a décima oitava e penúltima a desfilar no evento (depois da canção do Reino Unido e antes da canção espanhola cantada por Betty Missiego). No final da votação, recebeu apenas cinco pontos e classificou-se em 18º lugar (em último lugar, empatada com a canção da Bélgica)
A canção é uma balada sobre a esperança de "paz em Jerusalém", gerando "sentido contra o disparate"